# Preposition
Prepositioner är adpositioner som placeras framför de nominalfraser för vilka de anger funktion i en sats. Nominalfrasens roll kan också innehas av nominala bisatser. Med sitt objekt kan prepositionen bilda rums- eller tidsadverbial, som är fallet för prepositionerna i, under, på. Prepositionen kan också bilda rent grammatiska funktioner som exempelvis "Jag skrattar åt dig", "Hon tänkte på att han skulle resa".
Prepositioner styr ofta bestämda kasus, där alltså den efterföljande nominalfrasen måste böjas i detta kasus. Det förekommer ofta (i till exempel tyska, latin och ryska) att en och samma preposition kan styra olika kasus, och då få olika betydelser.
Prepositioner benämns ofta som en ordklass, men eftersom de inte skiljer sig i funktion utan bara i placering från postpositioner och cirkumpositioner bildar alla dessa en gemensam ordklass. Samlingsbegreppet för prepositioner, postpositioner och cirkumpositioner är adpositioner, vilket således kan betraktas som ordklassnamnet. Den huvudsakliga anledningen till att termen "prepositioner" så ofta behandlas som ordklassnamn är att den mesta språkvetenskapliga terminologin historiskt har varit grundad på de europeiska – framför allt de klassiska – språkens grammatik, i vilken postpositioner och cirkumpositioner är så gott som obefintliga. Ännu används begreppet "adposition" i större utsträckning endast bland dem som sysslar med jämförande språkvetenskap och språktypologi. Prepositioner kan i skrift ofta lätt förväxlas med verbpartiklar.
Prepositionen har alltid en rektion, som utgörs av en nominalfras, infinitivfras eller en 
bisats. Exempelvis:
"Utan konserveringsmedel" (utan = preposition, konserveringsmedel = rektion)
"Från mittens rike" (från = preposition, mittens rike = rektion)